# Spiroglutininae
Spiroglutininae es una subfamilia de foraminíferos bentónicos de la familia Rzehakinidae, de la superfamilia Rzehakinoidea, del suborden Schlumbergerinina y del orden Schlumbergerinida. Su rango cronoestratigráfico abarca desde Mioceno el hasta la Actualidad.

## Discusión
Clasificaciones previas hubiesen incluido Spiroglutininae en la familia Haurinidae, de la superfamilia Milioloidea, del suborden Miliolina y del orden Miliolida. o en el orden Lituolida. Ha sido incluido en el suborden Rzehakinina y en el orden Rzehakinida, aunque estos taxones han sido considerados sinónimos posteriores de Schlumbergerinina y Schlumbergerinida respectivamente.

## Clasificación
Spiroglutininae incluye al siguiente género:
- Spiroloculina